# 泰國擬鱨
泰國擬鱨，又稱泰國鮠、泰國擬鱯，是輻鰭魚綱鯰形目鮠科的其中一種。种加名 siamensis 意为“暹罗的”。

## 分布
本魚分布於亞洲湄公河及湄南河流域。

## 特徵
本魚體格健壯，體色為深褐色，帶有淺色不規則的條紋和斑塊，圖案延伸至魚鰭。有一個脂鰭，脂鰭的基部比背鰭的基部長，多肉。背鰭中央有淺色新月形斑紋，擁有四對觸鬚，背鰭硬棘1枚； 背鰭軟條7枚； 臀鰭軟條16至17枚。體長可達15公分。

## 生態
本魚棲息於河川與溪流，夜行性，性情溫和，屬雜食性，以小魚、昆蟲等為食。

## 經濟利用
在當地為食用魚，另可做觀賞魚。